# Tomasz Rutkowski
Tomasz Rutkowski (Rudkowski) herbu Pobóg – pisarz dobrzyński w latach 1673–1699.
Jako poseł na sejm konwokacyjny 1674 roku z ziemi dobrzyńskiej był członkiem konfederacji generalnej zawiązanej 15 stycznia 1674 roku na tym sejmie. W 1674 roku był elektorem Jana III Sobieskiego z ziemi dobrzyńskiej.